# Халид Муслимовић
Халид Муслимовић (Приједор, 21. јануар 1961) је југословенски и босанскохерцеговачки поп-фолк певач.
Рођен је у Приједору, а своју музичку каријеру започео је 1982. Један је од најпопуларнијих певача у бившој Југославији пошто је продао више милиона плоча. Познат је по надимку „Плави чуперак“. Добио је неколико престижних награда, укључујући Оскар популарности за певача године и награду на фестивалу Естрадна Југославија.

## Албуми
- 1983 — Амела ти и ја
- 1984 — Стој јаране
- 1985 — Хеј љубави у далеком граду
- 1985 — Учини бар један погрешан корак
- 1986 — Пиши пиши јаране
- 1987 — Иди друже лаку ноћ
- 1988 — Врати се док младости има
- 1988 — Љубе ми се твоје усне
- 1989 — Кунем се
- 1992 — Све ме теби враћа
- 1994 — Јаро јаране
- 1996 — Лоша навика
- 1998 — Боље сватови
- 2000 — До бола
- 2001 — Желиш ме
- 2004 — Опсесија
- 2008 — Грешка најмилија
- 2013 — Адреналин

## Фестивали
- 1984. МЕСАМ - Знам за све сам крив
- 1985. МЕСАМ - Учини бар један погрешан корак
- 1986. Посело године 202 - Анита
- 1987. Посело 202 - Мама не да да те дирам
- 1988. Вогошћа, Сарајево - Не жали је друже мој
- 1990. Вогошћа, Сарајево - Свака љубав да се пребољети
- 2008. Илиџа - Пјевај пријатељу (Вече легенди фестивала)
- 2009. Бихаћ - Касно је